# 玉本奈々
玉本 奈々（たまもと なな、1976年（昭和51年）2月23日 - ）は、富山県高岡市生まれ。小杉町（現在の射水市）に育つ。第一アトリエは大阪府。日本の女性現代美術作家／著者。キュレーターの資格も持つ。 繊維造形物によるレリーフ状絵画と立体、インスタレーション作品。布を縫い合わせ収縮、亀裂を起こした技法、また古木の樹皮か珊瑚のような質感のオブジェと化した布の塊、樹脂による凸状波紋など、豊穣な物質的マチエールや飛沫状の色彩表現が特徴。ヨーロッパでは彫刻絵画ともいわれる。その稀にみる、マチエールを際立たせる飛沫状の色彩表現やマチエールは、国内外で高い評価を得ている。また独特の世界観による詩や執筆、ワークショップなどにも注目を浴びている。
2020年、絵画におけるポートレートとして、コラージュされたドローイングが発表され、新たなシリーズとして確立された。
2023年、年譜になるのではなく、自ら年譜を創るべくシリーズ化された《絵巻物》は、繋がる人々との人生の絵巻物として2024年に初公開され、玉本の生涯の仕事のひとつとなった。「空飛ぶ法王」160俳句／こおろ社発行 東京堂出版発売2008・夏石番矢（東京大学博士過程中退大学院修了の俳人・明治大学法学部教授）他。

## 経歴
生家は旧家の本家で、父の昇、母の千惠子共に経営者。母は草月流師範でもあった。玉本家の長女であり、玉本は母方の姓、富山県の元3大地主の家系。
生まれつきの重度の弱視に加え股関節脱臼、免疫も弱かったが、12歳を境に奇跡的に視力が回復。補助視力により「見る」行為が可能となった玉本は、世の中に線が多い事実を知り、ひたすら線を描き続ける。経済学と美術を両立して学ぶ。油絵を主とし制作を進めるが、表現方法に限界を感じ、一度油絵の具という手段を捨て、人間の生死に纏うであろう布に興味を抱き始める。大学はファイバーアートを専攻。1998年に成安造形大学を卒業後、大阪の瀧定株式会社／現スタイレム瀧定大阪のデザイナーとして就職。病を機に退職後、本格的に美術家としての道を歩み始める。その年に、東京の日仏現代美術大賞展にて優秀賞を受賞。他同年にフランスの現代美術展において奨励賞、フランスの選抜作家展にて同じく奨励賞を授与される。2006年に大阪にアトリエを構える。2010年、京都芸術大学大学院修了。
フランスでの公募「Grand Concours International」において、2003年にはフランス共和国名誉賞、2004年にはフランス共和国新人賞、2005、2006年にはそのコンクールの最高峰であるフランス共和国栄誉賞を受賞、また、2002～2003年・2005年・2007～2008年の芸術に対する功績として「La Toile d’Or」賞が、3度に渡り授与されている。2019年には東久邇宮記念賞、東久邇宮文化褒賞を受賞。世界遺産の五箇山、菅沼合掌造り集落の国史跡指定50周年、ならびに世界遺産登録25周年の2020年に「概念 2020」が収蔵され、感謝状が授与された。2021年には東久邇宮平和賞を受賞。記念賞、文化褒賞ならびに平和賞3部門のトリプル賞受賞となった。同年、ヨーロッパで玉本の初期顔シリーズが再燃する。顔シリーズの最後に「自画像age34」2010がある。
川端康成氏没後50年の2022年に、茨木市立川端康成文学館企画「玉本奈々 在る-数秘」が開催され、AlphabetシリーズならびにNumberシリーズ計7点が収蔵された。親鸞聖人のご誕生850年、立教開宗800年の2023年には、世界遺産の龍谷山本願寺（西本願寺・京都）に「蓮」2015年作を、また富山県の照伝寺には、花まつりの節気である二十四節気シリーズ「清明」を奉納。

## 個展
- 2002年に、初の美術館個展「玉本奈々の世界」が富山県民会館美術館にて開催された。その個展を皮切りに、巡回個展として東京のO美術館2002年、茨城県つくば美術館／つくば文化会館アルス内2003年、福井市美術館2004年[4]、愛知県の刈谷市美術館2006年、他で開催された。
- 2004年に、個展「玉本奈々の世界 文化の息づきと共に」が富山県 国登録有形文化財の豪農の館 内山邸ならびに薬種商の館 金岡邸にて同時開催された[5]。
- 2007年に、坂のまち美術館企画展「玉本奈々展」が開催された。
- 2007年に、個展「玉本奈々の世界」が世界遺産の相倉合掌造り集落の高桑家ならびに山崎家の2つの家屋にて開催された。
- 2011〜2012年の2ヶ月間に渡り、高岡市美術館にて、ジュニア☆アート☆ワールド「天までのぼれ！ねがいの龍」ワークショップが開催された。
- 2015年に、白川郷・五箇山合掌造り集落世界文化遺産登録20周年記念事業として、個展「共鳴り」が開催され、作品「概念」が収蔵された[6]。関連イベントとして、ベルギー王立美術館公認解説者・森 耕治講演「マティス、豪奢、静けさ、快楽」玉本奈々さんへのオマージュが催された。
- 尼信博物館にて尼崎信用金庫スポンサー、による個展「真相－深層」が開催された。
- 2014年2月28日-3月12日、大阪の枚方市立サンプラザ生涯学習市民センターにて、平成25年度枚方市平和の日記念事業企画展「玉本奈々-向き合う時間」ならびに「増殖×集積」玉本奈々立体「捻転」とのコラボレーションが開催された。[7][8]
- 2019年の枚方T-SITE(ツタヤ本店)、ニューイヤーイベントとして、玉本奈々新刊発売記念の原画展ならびにトーク、サイン会が開催された。[9]
- 枚方市 市制施行70周年記念事業として、ひらかたまちかど空間アートフェスティバル 個展「仕合せ」が浄行寺にて開催された。併せて、ワークショップ「編むコム」紙で紙を編む。「編むコム」から何が見える？が催された。(旧京街道　枚方宿「東見附」から「西見附」) (大阪)
- 2022年2月16日〜3月16日、川端康成氏没後50周年、茨木市立川端康成文学館 企画展として「玉本奈々 在る-数秘」が開催され、Numberシリーズが公開された。Numberシリーズ「5」「15」「25」「35」「45」「50」ならびにAlphabetシリーズ「Z」が収蔵された。
- アート・スプラウトシリーズ・ビジュアルアーツ事業企画展として「画業25周年 玉本奈々 法王／LUNA」が枚方市総合文化芸術センターにおいて開催された。「らせん」2007ならびに「コーヒーカップ／遊具」2024が枚方市に収蔵された。
- 2025年10月21日〜11月30日、御殿山生涯学習美術センター企画として「玉本奈々 きざはし」が開催。

- 出展 日本現代美術私観：高橋龍太郎コレクション2024 藪前知子氏キュレーション 東京都現代美術館 (東京)
- 出展 現代美術の展望VOCA展～新しい平面の作家たち～ 上野の森美術館 (東京) キュレーター／柳原正樹氏 推薦 (独立行政法人国立美術館理事長、京都国立近代美術館館長)
- 出展 とやま現代作家シリーズ「時の中で－」富山県立近代美術館 (富山)
- 出展 Salon d’Automne／サロン・ドートンヌ2002-2003 (Paris, France)
- 出展 Salon des indépendants／パリアンデパンダン展2000-2005 (Paris, France)
- 出展 国内外のアートフェア参加。 NY・Los Angeles・Cebu・Belgium・Taiwan・Daegu・日本他

## コレクション・奉納
＊茨木市立川端康成文学館／大阪(川端康成没後50周年)
＊世界遺産 五箇山 菅沼合掌造り集落／富山
　 (白川郷、
五箇山合掌造り集落世界文化遺産登録20周年・五箇山菅沼合掌造り集落の国史跡指定50周年)
＊枚方市
＊公益社団法人 北部地区医師会北部地区医師会病院／沖縄
＊学校法人 京都女子学園／京都
＊富山県立高岡商業高等学校／富山
＊ママステーション／大阪
＊天の川保育園／大阪
＊坂の下保育園／富山
＊高橋龍太郎コレクション／高橋龍太郎 (精神科医)
＊玲コレクション
他 国外美術機関
| 奉納 |
| ＊世界遺産 龍谷山本願寺／西本願寺・京都 「蓮」2015年 玉本奈々作 親鸞聖人ご誕生850年・立教開宗800年 2023年 ＊照伝寺／富山 二十四節気シリーズ「清明」2019年 玉本奈々作 親鸞聖人ご誕生850年・立教開宗800年 2023年 |

## 賞歴
『Contemporary Art Paris』奨励賞（PARIS・2000）
『日仏現代美術大賞』優秀賞（東京・2000）
『日本の心と現代アート』奨励賞（PARIS・2000）
『Salon d'automne／サロン・ドートンヌ』（PARIS・2002 2003）
『Grand Concours International』
フランス共和国名誉賞（2003）
フランス共和国新人賞（2004）
フランス共和国栄誉賞（2005 2006）（FRANCE）
『La Toile d'Or』（FRANCE・2003 2005 2008）
『Young Creator Award』松谷武判審査員賞（大阪・2014）
『国際芸術コンペティション アートオリンピア』準佳作（東京・2019）
『東久邇宮記念賞』（2019）
『東久邇宮文化褒章』（2019）
『東久邇宮平和賞』（2021）

## 著書
・「集積ーあるふぁべっとのかたちたち」海青社　2019　ISBN978-4-86099-347-4
・「マスクの旅路」（絵本賞受賞作） 2009　ISBN978-4-7818-0216-9
・「シロアリの事典」海青社（表紙カバー／マスクの旅路絵本・表紙原画）
・「ネイチャー・アンド・ソサエティ研究」第1～5巻 横山智 著 海青社（表紙カバー／ら Drawing）
・「わたしが掴んだONE CHANCE 自分のインスピレーションを信じた20人の女たち」 Rashisa出版／共著・特別寄稿　2022
・「非二元的な性を生きる 性的マイノリティのカテゴリー運用史」武内今日子 著 明石書店　2025 （表紙カバー／Alphabetシリーズ「X Cross」）
・樹石句集『海のチ』玉本奈々×樹石連画　認識における美術史　岩渕祐一 鎌倉日記制作委員会 著　2025（連画11作掲載）ISBN978-4-9908146-6-3

## テキスト
・「玉本奈々の作品について」　富山県立美術館学芸員／麻生恵子　2004
・「VOCA展2004／心眼に寄せて」　京都国立近代美術館長・国立美術館理事長／柳原正樹　2004
・「ナナのためのナナ（子守唄）」　和歌山県田辺市立美術館学芸員／三谷渉　2004
・「Coloriste inspirée - L'intense bonheur de peindre」  国立フランス文化連盟創立会長・美術評論家・近代美術専門家・文化ジャーナリスト／Dominique CHAPELLE　2004
・「玉本奈々－挑戦し続ける作家」　福井市美術館学芸員／石堂裕昭   2006
・「マントと相倉 玉本奈々さんの作品について」 富山県立美術館学芸員／麻生恵子　2007
・「玉本奈々 - 成るべくして成った人」　美術ライター／小吹隆文　2007
・「若き芸術家の情熱に触れて」　毎日新聞東京本社記者／山崎明子　2007
・「Nana Tamamoto "Life Force"」Art & Antiques (New York雑誌掲載)  New York Times(ニューヨーク・タイムズ)・Journalist(ジャーナリスト)・Critic／Edward M. Gomez　2011
・「Nana Tamamoto Capturing the Life Force」 New York Times(ニューヨーク・タイムズ)・Journalist(ジャーナリスト)・Critic／Edward M. Gomez　2011
・「自分に忠実に生きる人」　美術ライター／小吹 隆文　2011
・「交差するまなざし－玉本奈々の作品に触れて」　富山県高岡市美術館学芸員／宝田陽子　2011
・「伝わる祈りの気持ち」　あさご芸術の森美術館長／伊藤照哉　2014
・「玉本奈々さんへ贈る言葉」　ベルギー王立美術館公認解説者・美術史家／森耕治　2015
・「作る - 原動へと唄えと」　和歌山県田辺市立美術館学芸員／三谷渉　2016
・「出版によせて」(集積 あるふぁべっとのかたちたち 玉本奈々著／海青社)　京都国立近代美術館長・国立美術館理事長／柳原正樹　2019
・「玉本奈々「心眼」について」　東京都現代美術館学芸員／鳥越麻由　2024
・「玉本奈々－絶対の美」　御殿山生涯学習美術センター学芸員／高橋佳也子　2025

## 寄稿
・「生きるために芸術がある」富山情報誌「今週の人」表紙　株式会社KCC　2002
・「芸術とは何か」第421（５月）号「ぶんか」表紙　2004
・わが青春は京都に「京都に寄り添われて」　月刊京都2月号　2020
・「出会い」四季報 第24巻第1号 Japan Personnel  Development Association　2022
・「潜在と芸術」第505号表紙 さざなみ国語教室　滋賀県児童文化協会／NPO現代の教育問題研究所　2024